# Croton bilocularis
Espèce
Croton bilocularis est une espèce de plantes à fleurs du genre Croton et de la famille des Euphorbiaceae, présente en Colombie et au Pérou.